# Jeff de Bruges

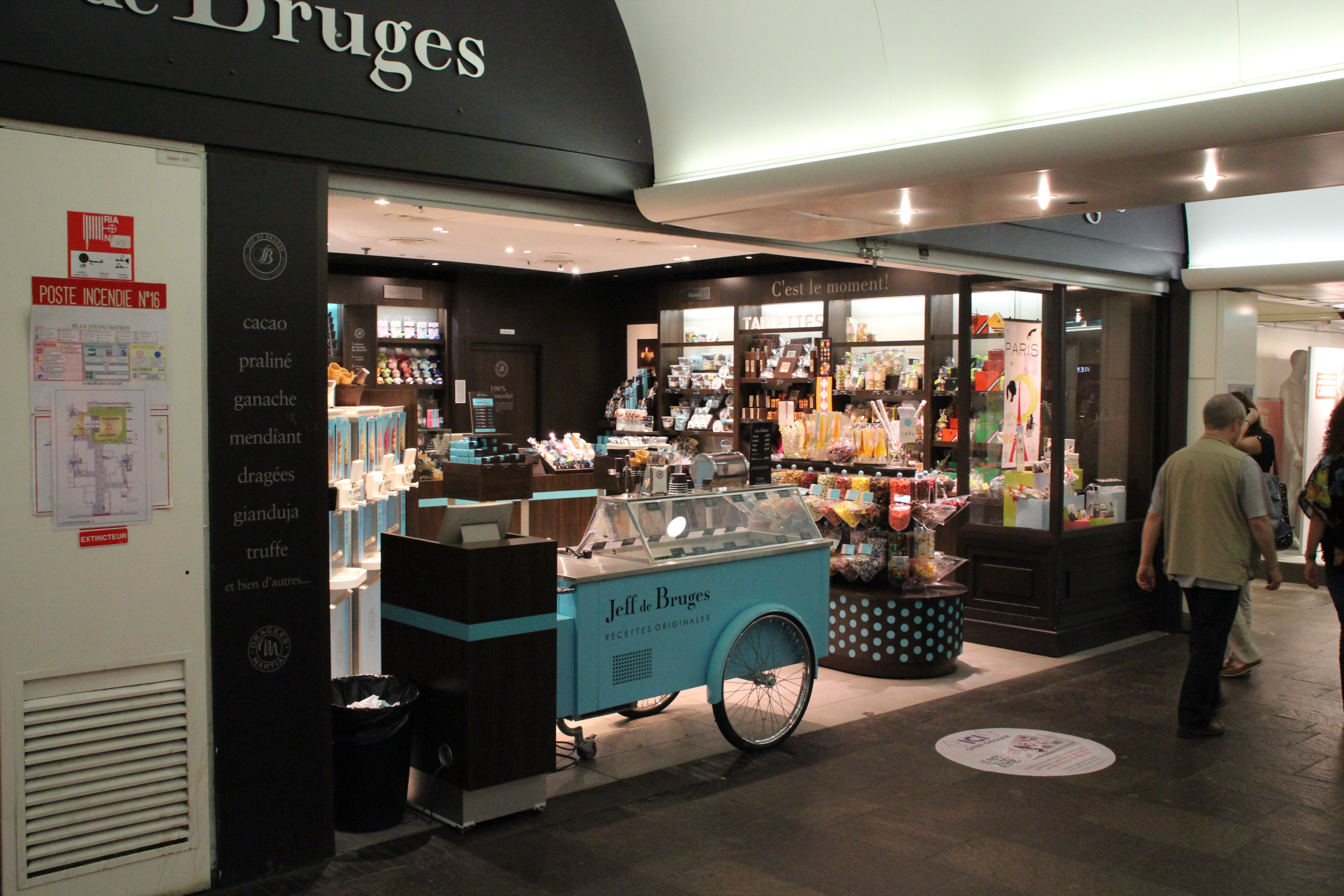
Boutique dans le Forum des Halles à Paris.

Jeff de Bruges est une marque commerciale de confiseries et l'enseigne d'une entreprise de l'industrie agroalimentaire dont le siège est situé en France à Ferrières-en-Brie en Seine-et-Marne. Les produits sont fabriqués en Belgique sauf les oursons à la guimauve (« choco’mauves ») qui sont fabriqués en France. Elle est dirigée par Philippe Jambon qui a fondé l'entreprise en 1986.
L'entreprise est divisée en deux sociétés : Jeff de Bruges Diffusion fournisseur en gros, et Jeff de Bruges Exploitation qui détient les 121 établissements que sont les points de vente les bureaux et les entrepôts.
En juin 2017, le chiffre d'affaires de Jeff de Bruges Diffusion était de 94 M€, le résultat de 9 M€ et l'effectif de 105 (données 2015).
Cette société est d'origine française. Son capital appartient à 66 % à United Belgian Chocolate Makers (UBCM) qui contrôle aussi à 100 % le chocolatier belge Neuhaus et dont la première chocolaterie était établie à Bruges. UBCM est elle-même la propriété de la société belge Compagnie du Bois Sauvage. Selon Philippe Jambon, le choix du prénom Jeff est inspiré de la chanson Jef de l'auteur-compositeur-interprète belge Jacques Brel. 
Les boutiques sont soit des succursales ou sous franchise.